# Máté Tamás Koch
Máté Tamás Koch (* 17. September 1999 in Budapest) ist ein ungarischer Degenfechter.

## Erfolge
Máté Tamás Koch gelang der erste internationale Erfolg bei den Europameisterschaften 2019 in Düsseldorf, als er zusammen mit Dániel Berta, Gergely Siklósi und András Rédli im Mannschaftswettbewerb den dritten Platz belegte. Die nächste Podestplatzierungen folgten 2023. Bei den Europaspielen 2023 in Krakau sicherte er sich mit Tibor Andrásfi, Gergely Siklósi und Dávid Nagy den Gesamtsieg in der Mannschaftskonkurrenz und erhielt damit die Goldmedaille. Nur einen Monat später wurde er in Mailand im Einzel Weltmeister.
Bei den Olympischen Spielen 2024 in Paris startete er im Einzel topgesetzt ins Turnier, schied aber bereits in der ersten Runde gegen den Venezolaner Grabiel Lugo mit 10:15 aus. Deutlich mehr Erfolg hatte Koch im anschließenden Mannschaftswettbewerb. In diesem erreichte er gemeinsam mit Tibor Andrásfi, Gergely Siklósi und Dávid Nagy das Finale, nachdem in der ersten Runde Kasachstan und im anschließenden Halbfinale Frankreich jeweils mit 45:30 bezwungen wurden. Dort trafen die Ungarn auf die Équipe Japans, die sie knapp mit 26:25 ebenfalls besiegten und damit Olympiasieger wurden.
Für seinen Olympiasieg wurde Koch 2024 das Offizierskreuz des Ungarischen Verdienstordens verliehen.